# Marco Thewes
Marco Thewes (* 30. Dezember 1930 in Contern; † 17. Mai 2020) war ein luxemburgischer Radrennfahrer und nationaler Meister im Radsport.

## Sportliche Laufbahn
Thewes war im Straßenradsport und im Querfeldeinrennen (heutige Bezeichnung Cyclocross) aktiv. 1959 gewann er die nationale Meisterschaft im Querfeldeinrennen. 1953, 1957, 1958, 1960 und 1966 wurde er jeweils Vizemeister. 1952, 1955, 1962, 1964, 1965 und 1968 kam er auf den dritten Platz.
Bei den Cyclocross-Weltmeisterschaften wurde er 1951 17., 1952 13., 1953 14., 1955 16., 1957 18., 1959 18., 1960 26., 1965 33., 1967 18. und 1968 25.
Siege in Querfeldeinrennen hatte er mehrfach in seiner Heimat. Im Straßenradsport hatte er keine hervorragenden Erfolge. Im Vorgängerrennen Critérium international de cyclo-cross 1949 kam er auf den 12. Rang.